# Nessuno vuole giocare con me
Nessuno vuole giocare con me (Mit mir will keiner spielen) è un cortometraggio del 1976 scritto e diretto da Werner Herzog.
Il sito ufficiale del regista lo commenta così: "Non esistono bambini problematici, solo genitori problematici."

## Trama
A scuola un bambino viene escluso dai coetanei perché strano e poco curato nell'abbigliamento e nell'igiene. Una bambina fa amicizia con lui, va a casa sua per vedere il suo corvo parlante e scopre che la madre del bambino è all'ospedale malata di cancro e il padre lo maltratta  e lo trascura; per questo si nutre solo di pop corn. I due fanno amicizia e lui decide di regalare il suo corvo alla bambina. Lei allora convince i compagni di classe a fare una colletta per comprare due porcellini d'india. I due animaletti vengono comprati, travestiti da Stanlio e Ollio, e regalati al bambino.

## Distribuzione
In Italia il film è reperibile nel DVD I corti di Werner Herzog, edito dalla Rarovideo, e in quello di Segni di vita della Ripley's Home Video.